# 约瑟夫·迈辛格
约瑟夫·阿尔伯特·迈辛格（德語：Josef Albert Meisinger，1899年9月14日—1947年3月7日），綽號“华沙屠夫”，是纳粹德国的一名党卫军成員，也是纳粹党的成员以及盖世太保的一份子。第二次世界大战初期，他是波兰第四別動隊的指挥官。1941年至1945年，他在德國駐東京大使館擔任蓋世太保的聯絡人。1945年，他在日本被捕，被判犯有戰爭罪，並在波蘭華沙被處決。

## 生平
迈辛格出生於慕尼黑，是約瑟夫·迈辛格和貝爾塔·迈辛格的兒子。 他於1916年12月23日入伍，第一次世界大戰期間在巴伐利亞預備役第 30 師第 22工兵營第230迫擊炮連服役。 在戰鬥中受傷後，他被授予鐵十字勳章和巴伐利亞軍事功績十字勳章。1919年4月19日加入弗朗茨·里特·馮·埃普麾下的自由軍團，與他一起對抗蘇維埃巴伐利亞共和國。1922年10月1日，他開始在慕尼黑警察總部工作。 作為自由軍團高地第二連第三排的隊長，他參加了1923年11月8日至9日的希特勒啤酒馆政變。
他於1933 年3 月5 日加入黨衛隊，隨後於1933年3月9日加入巴伐利亞政治警察，因而與海因里希·穆勒、弗蘭茨·約瑟夫·胡貝爾和萊因哈德·海德里希（他曾在自由軍團中一起服役）相识。 當時，海因里希·希姆萊擔任慕尼黑警察局長，海德里希擔任政治警察第四局長。
1936年，希姆莱创办帝国对抗同性恋与墮胎行为中央办公室。1936年至1938年间，該機構由约瑟夫・迈辛格負責。1937年，约瑟夫·迈辛格称同性恋行为与北欧日耳曼种族的天性完全相异，同性恋行為會削弱民族并影响日耳曼人军事战斗能力。
1939年，约瑟夫·迈辛格下令屠殺10萬猶太人。1941年至1945年期間，他在德国驻东京大使馆內工作，當時他是盖世太保的聯絡官。
1941年，當時已有大约18,000至20,000名猶太人從奥地利和德国逃難到上海市並在當地定居。约瑟夫·迈辛格希望日本人消灭當時居住在上海的犹太人。 他建议日本人在崇明岛建立集中营，把猶太人關押在此並將他們全部處決； 或者把猶太人趕到货轮上。  不過日本人並沒有聽從他的建議，此時上海境內出現了上海隔都，在上海的犹太人未經日本佔領當局允許不得離開上海隔都。 
1945年，约瑟夫·迈辛格在日本被捕。1946年他被引渡到波蘭。1946 年12月17日在華沙，他與路德維希·費舍爾（納粹華沙地區总督）、馬克斯·道梅（華沙秩序警察代理指揮官）和路德維希·萊斯特（納粹華沙市全權代表州長）一起被指控為納粹分子，犯有战争罪。審判於1946年12月17日至1947年2月24日期間進行。1947年3月3日，華沙最高國家法庭判處梅辛格死刑，3月7日，他在華沙莫科托夫監獄被處決。